# Liste von Militärs/Z
- Zandt, Leopold Balduin von (1784–1851), königlich bayerischer Generalmajor und Generaladjutant
- Zastrow, August Friedrich Wilhelm Franz von (1749–1833), preußischer Generalmajor
- Zastrow, Bernhard Asmus von (1696–1757), preußischer Generalmajor
- Zastrow, Caspar Wilhelm Philipp von († nach 1812), sächsischer Generalleutnant und Kommandant der Festung Königstein
- Zastrow, Christian von (1705–1773), braunschweig-lüneburgischer Generalleutnant
- Zastrow, Friedrich Wilhelm Christian von (1752–1830), General der Infanterie und Staatsminister im Auswärtigen Amt
- Zastrow, Georg Ludwig von (1710–1762), braunschweig-lüneburgischer Generalmajor
- Zastrow, Heinrich Adolf von (1801–1875), General der Infanterie
- Zastrow, Jakob Rüdiger von (1707–1782), preußischer Generalmajor
- Zastrow, Johann Wenzel von (1717–1773), preußischer Generalmajor
- Zastrow, Julius von (1802–1884), preußischer Generalmajor
- Zastrow, Karl Ludwig von (1784–1835), preußischer Generalmajor
- Zastrow, Leopold von (1702–1779), preußischer und hessen-kasseler Generalleutnant
- Zastrow, Ludwig von (1680–1761), braunschweig-lüneburgischer General der Infanterie und Kommandeur von Stade
- Zastrow, Wilhelm von (1833–1906), preußischer Generalleutnant
- Zech auf Neuhofen, Julius (1868–1914), Offizier und Kolonialbeamter; 1905–1910 Gouverneur der Kolonie Togo
- Zeitzler, Kurt (1895–1963), Generaloberst, Generalstabschef des Heeres während des Zweiten Weltkrieges
- Zeppelin, Ferdinand Graf von (1838–1917), deutscher General und Luftschiffkonstrukteur
- Zheng Chenggong (1624–1662), gen. Koxinga, chinesischer Armeeführer und Freibeuter
- Zhu De (1886–1976), Marschall der Volksrepublik China, Mitbegründer der chinesischen Roten Armee
- Zieten, Hans Joachim von (1699–1786), preußischer Husarengeneral, „Zieten aus dem Busch“
- Zieten, Hans Ernst Karl Graf von (1770–1848), Generalfeldmarschall, Kommandeur der Oberschlesischen Kavalleriebrigade unter Blücher
- Zimmer, Benedikt (* 1961), deutscher Brigadegeneral der Bundeswehr
- Zimmermann, Armin (1917–1976), deutscher Admiral der Wehrmacht und Bundeswehr; Chef der 46. Minensuchflottille; Generalinspekteur der Bundeswehr
- Zinni, Anthony (* 1943), General des US Marine Corps; 1997 bis 2000 Kommandeur des US Central Command
- Zurlinden, Émile Auguste (1837–1929), französischer General
- Žižka von Trocnov, Jan, der Einäugige, (ca. 1360–1424), tschechischer Heerführer der Hussiten.
- Žižka, Miroslav (* 1964), tschechischer Generalmajor
- Żółkiewski, Stanisław (1547–1620), polnischer Feldherr und Politiker
- Zorn, Eberhard (* 1960), deutscher General und Generalinspekteur der Bundeswehr
- Zudrop, Reinhardt (* 1957), deutscher Generalmajor der Bundeswehr